# Nhà hát Opera Margravial
Nhà hát opera Margravial (tiếng Đức: Markgräfliches Opernhaus) là một nhà hát opera kiến trúc Baroque được xây dựng giữa năm 1745 và 1750 nằm ở thành phố Bayreuth, Đức. Đây là một trong số ít các nhà hát opera còn sống sót của châu Âu giai đoạn này đã được khôi phục hoàn toàn. Vào ngày 30 tháng 6 năm 2012, công trình này được UNESCO công nhận là Di sản thế giới.

## Lịch sử
Tòa nhà độc lập này được thiết kế bởi kiến trúc sư Joseph Saint-Pierre (khoảng 1709–1754) dưới sự ủy nhiệm của bá tước (Margrave) Nhà Hohenzollern Frederick và vợ của ông Wilhelmine. Nó được khánh thành nhân dịp hôn lễ cô con gái của họ là Elisabeth Friederike Sophie với công tước Charles Eugene.
Nội thất bằng gỗ được thiết kế bởi Giuseppe Galli Bibiena (1696 – 1757) và con trai ông là Carlo tới từ Bologna theo một phong cách Baroque Ý muộn. Buồng nhà hát được bảo tồn hoàn toàn trong tình trạng ban đầu ngoại trừ rèm được quân đội của Napoleon thêm vào trên đường hành quân Chiến dịch nước Nga năm 1812.
Công trình dài 71,5 m, rộng 30,8 m và cao 26,2 mét gồm 3 tầng. Mặt tiền được thiết kế bằng đá sa thạch do thiết kế của kiến trúc sư người Pháp Joseph Saint Pierre với 3 cửa dưới một ban công và có các cột trụ, bên trong tòa nhà gồm một tiền sảnh, cầu thang, các hành lang, phòng triển lãm và thính phòng với một sân khấu lớn với vật liệu sử dụng chủ yếu là chất liệu gỗ và những tấm vải trang trí. Tầng trệt của thính phòng chính là sàn gỗ năm 1935 thay thế sàn gỗ cũ, có các lan can gỗ và các tấm rèm, cùng với đó là các cột trụ nâng đỡ được trang trí tỉ mỉ. Các tầng trên được trang trí đơn giản hơn. Trần nhà được phủ bởi những tấm bạt được trang trí rất đẹp. Hai bên là hệ thống đèn chùm và các bức tượng nữ thần. Ngoài ra, các góc là hệ thống lò sưởi để làm ấm tòa nhà vì các buổi hòa nhạc truyền thống được diễn vào những tháng trời lạnh trong năm.

## Hình ảnh

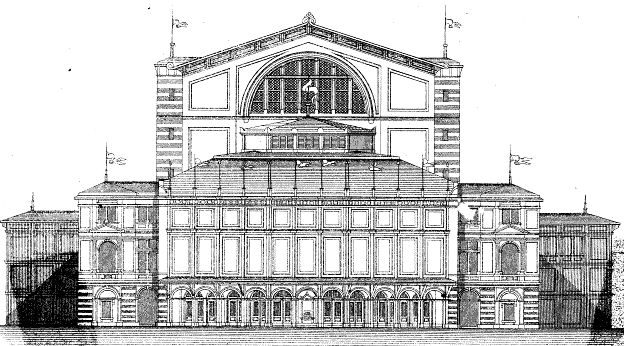
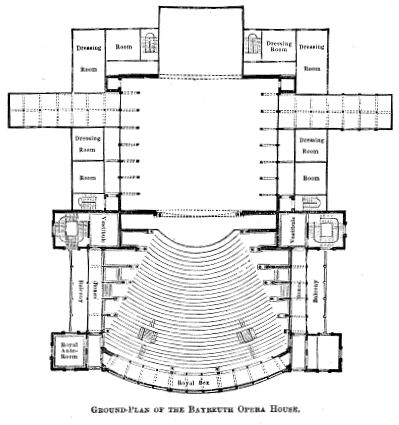